# Roger Whittaker
Roger Henry Brough Whittaker (ur. 22 marca 1936 w Nairobi, zm. 13 września 2023) – brytyjski piosenkarz.
W 1956 przeniósł się do Południowej Afryki, w 1959 osiedlił się w Walii.
W 1961 wydał swój pierwszy singel. Śpiewał przede wszystkim romantyczne ballady folkowe.
Za działalność humanitarną został uhonorowany nagrodą żydowskiej organizacji B’nai B’rith.
Najpopularniejsze nagrania: „The Last Farewell”, „Durham Town”, „New World in the Morning”, „I Love You Beacause”, „The Skye Boat Song”.